# Удельное имение
Уде́льное име́ние, уделы, удельные именья — недвижимые имущества, доходы от которых были предназначены для содержания членов российской императорской семьи. 
В других источниках указано что уделы, совокупность земель, удельных имуществ и доходов, назначенных императором Павлом I, в 1797 году, на содержание членов императорской фамилии. Понятие введено в законодательство Российской империи 5 апреля 1797 года в изданном Всероссийским императором Павлом I «Учреждении об Императорской фамилии».

## История
С XIII — XIV столетий, на Руси (в России) уделом стала называться часть её территории, находившаяся во владении одного князя из русского княжеского рода. Эти уделы с течением времени переходили (захватывались, передавались по наследству и в приданное, и так далее) другим владельцам.
В Русском государстве при Российском государе Иоанне IV «Грозном» на «государев обиход» было отведено до 40 городов, сел и волостей. От сюда впоследствии возникли дворцовые имения, в ведомстве приказа Большого дворца. При Петре Алексеевиче «Великом» и его ближайших преемниках члены Императорской фамилии получали самое разнообразное содержание из различных источников и установлений. 
Всероссийский император Павел I отделил для этой цели недвижимые имущества, которые получили название удельных, и управление этими имуществами было сосредоточено в департаменте уделов, во главе с министром.

## Основные положения об удельных имениях
«Учреждение об Императорской фамилии» вводило различие между членами императорской семьи, имевшими право на престол, и прочими членами семьи. Первые получали содержание из государственных доходов (см. Цивильный лист), вторые — из доходов от предоставленных им недвижимых имуществ, получивших название «удельных имений». Управление удельными имениями было поручено Департаменту уделов с министром во главе. Основным источником доходов от удельных имений был оброк, выплачиваемый проживающими в этих имениях удельными крестьянами. По положению от 26 июня 1863 года «О поземельном устройстве крестьян государевых, дворцовых и удельных имений», все находившиеся в пользовании этих крестьян земли были предоставлены им не в постоянное пользование, как при наделении помещичьих крестьян, а в собственность, с применением обязательного выкупа. Удельное ведомство предоставило крестьянам в собственность те земли, которые находились в их пользовании, не увеличивая прежних платежей, а обращая их в выкупные, платимые в течение 49 лет.
Содержание членов императорской семьи на основе удельных имений составляло особенность Российской империи по сравнению с западноевропейскими монархиями, где данный вопрос решался на основе апанажа.

## Совокупность
В 1905 году в Европейской России уделам принадлежало 7 856 000 десятин земли, в том числе 5 120 000 десятин под лесом. К удельным имуществам относились виноградники в Крыму и на Кавказе, рыбные ловли, фруктовые сады, мельницы, фабрики и заводы, чайные плантации в Закавказье с 1894 года.

### Известные удельные имения
Среди известных удельных имений можно назвать:
- Верхняя Тойма (1797—1917);
- Царицыно, Всехсвятское, Даниловская слобода (1859—1917)[8];
- Абрау-Дюрсо[9][10][11] (1871—1917);
- Красное Село[12];
- Массандра[13][14] (1856—1917)[15];
- Ай-Даниль (1889—1917);
- Беловежская пуща (1889—1915; в августе 1915 захвачена немецкими войсками);
- Мургабское имение в Байрам-Али (1887—1917).